# Juan Adam de la Parra
Juan Adam de la Parra fue un escritor y fiscal de la Inquisición español.

## Biografía
Mientras que Díaz y Pérez, en su Diccionario histórico, biográfico, crítico y bibliográfico de autores, artistas y extremeños ilustres, dice que nació en La Parra, el Diccionario biográfico español lo hace nacido en los Cameros riojanos. Creció con sus hermanos, tutelados todos ellos por su tío, y marchó, aún adolescente, a estudiar, probablemente, a la Universidad de Salamanca.
En Zaragoza publicó en 1642 una obra titulada Apologético contra el tirano y rebelde Verganza y conjurados, Arzobispo de Lisboa y sus parciales; en respuesta a los Doce fundamentos del padre Mascareñas.
Falleció en Logroño en 1644.